# The Enemy (romance)
The Enemy (O Inimigo) é um romance de terror para jovens adultos do autor inglês Charlie Higson. A história se passa em uma Londres pós-apocalíptica dos tempos modernos. Todas as pessoas, com quatorze anos ou mais, estão infectadas por uma pandemia desconhecida e incurável. A maioria das pessoas morre imediatamente, mas as que sobrevivem se transformam em criaturas parecidas com zumbis. Chegou às lojas no Reino Unido em 3 de setembro de 2009 pela Puffin Books.